# Тітікака
Тітікака — озеро на кордоні Перу та Болівії. Площа озера — 8287 км², висота — 3811 м над рівнем моря. Найвище озеро у світі з комерційним судноплавством. Також є найбільшим озером у Південній Америці за об'ємом води (озеро Маракайбо у Венесуелі має більшу площу поверхні, але цей факт часто не береться до уваги, оскільки воно безпосередньо пов'язане з морем).
На озері займаються рибальством. Головний порт — Пуно (Перу). Солоність озера — 1 ‰, тому Тітікака вважається прісноводним.

## Географія

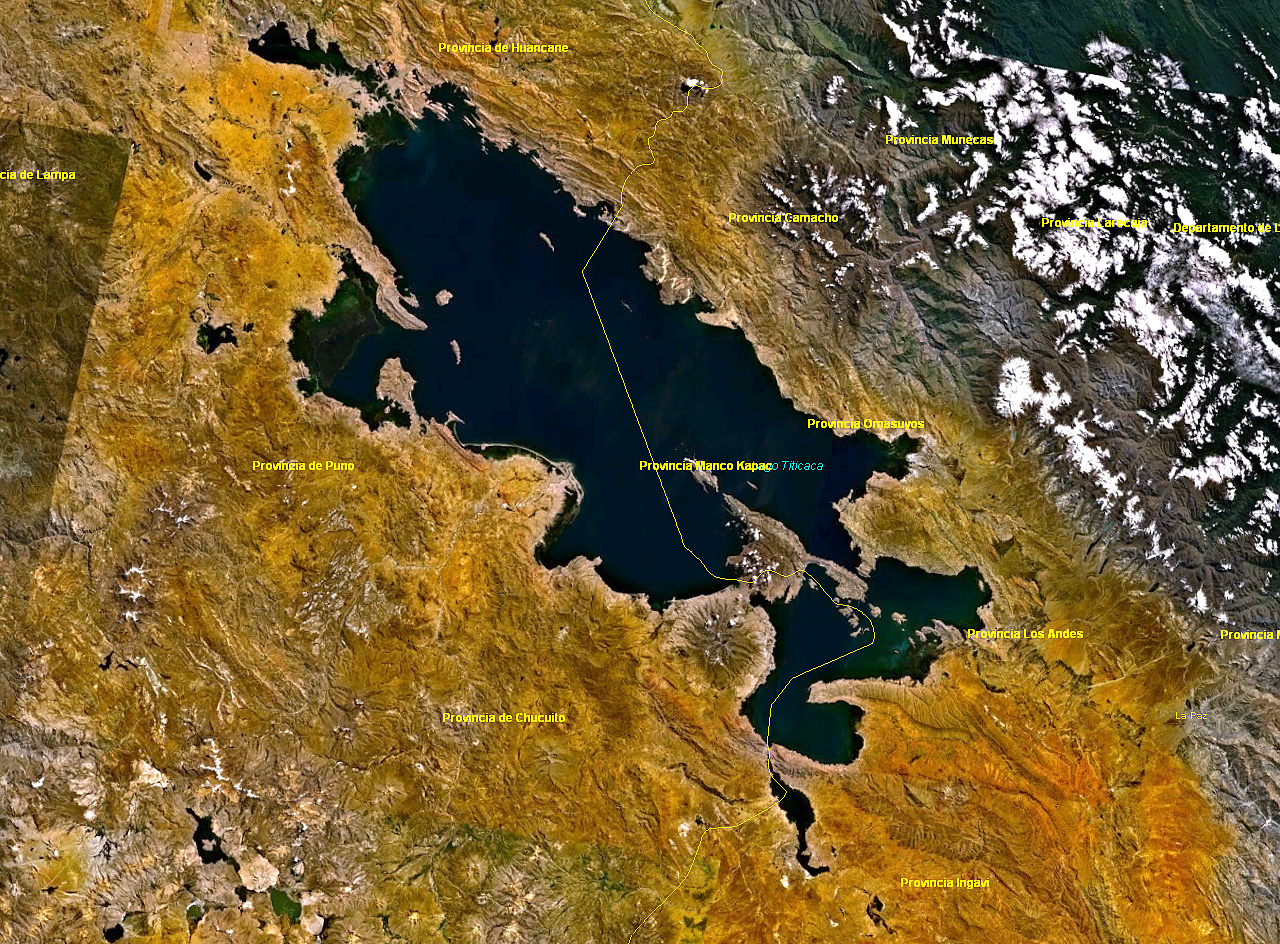
Вигляд на озеро з космосу

Озеро розташоване в північній частині безстічної області Альтіплано високо в Андах на кордоні Перу та Болівії. Західна частина озера лежить в межах регіону Пуно, Перу, а східна — болівійського департаменту Ла-Пас.
Озеро Тітікака живиться опадами у вигляді дощу та талою водою з льодовиків гірських хребтів, розташованих в Альтіплано. П'ять головних річкових систем живлять озеро. Їх перелік у порядку об'єму води, якою вони наповняють озеро: Раміс, Коата[уточнити], Ілаве, Гуанчане та Сучез. Більш ніж 20 інших менших річок впадають в Тітікаку. Озеро має 41 острів, деякі з них є густозаселеними.

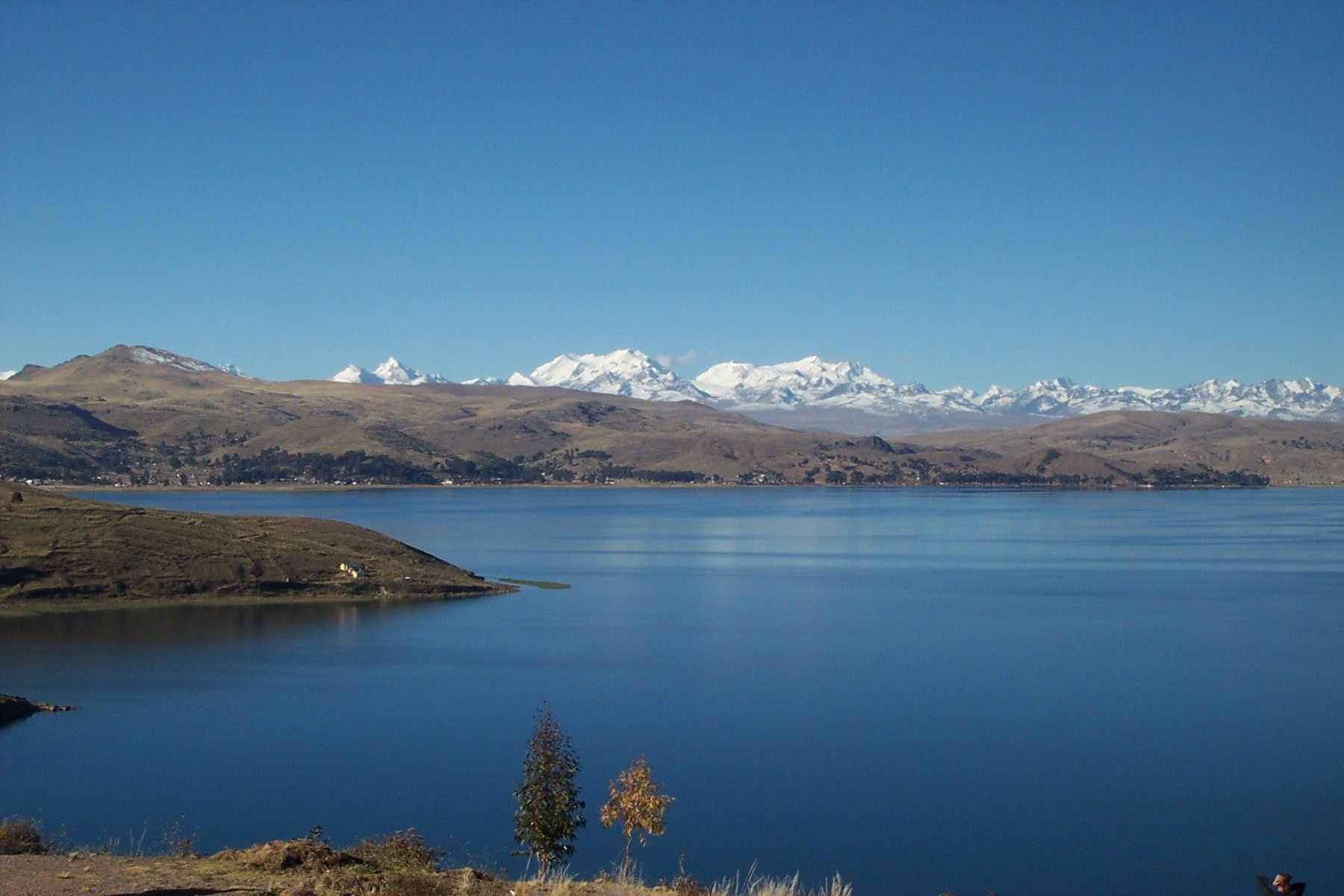
Озеро Тітікака

Озеро складається з майже окремих суб-басейнів, з'єднаних протокою Тіквіна (Tiquina) шириною 800 метрів у найвужчому місці. Більший суб-басейн, Лаго Ґранде (також називають Лаго Чуквіто, Lago Chucuito) має середню глибину 135 м та максимальну глибину 284 м. Менший суб-басейн, Lago Huiñaimarca (також називають Lago Pequeño, «маленьке озеро»), має середню глибину 9 м та максимальну глибину 40 м. Загальна середня глибина озера становить 107 м.
Тітікака — озеро мономіктичне, вода тече через Лаго Ввіньяймарка (Lago Huiñaimarca) і витікає через єдиний стік у Ріо Десагуадеро, а потім тече через Болівію в озеро Поопо (Poopó). Це становить приблизно 10 % водного балансу озера. Через евапотранспірацію, викликану сильними вітрами та інтенсивним сонячним випромінюванням, виводиться решта 90 % приходної частини водного балансу. Тітікака майже безстічне озеро.
З 2000 року озеро Тітікака зазнає постійного зменшення рівня води. Тільки з квітня по листопад 2009 року рівень води впав на 81 см і зараз досяг найнижчої позначки з 1949 року. Це зниження обумовлене скороченням дощового сезону і таненням льодовиків, які живлять притоки озера.

## Назва
Походження назви озера Тітікака є досі невідомим. З місцевих мов кечуа та аймара його назва перекладається як «гірська пума», що нібито пов'язано зі схожістю форми озера з пумою, яка полює на зайця. Крім того, озеро має багато місцевих назв. Оскільки менша південно-східна частина озера відділена від головної (з'єднується лише вузенькою протокою Tiquina), болівійці називають її Lago Huiñaymarca (мовою кечуа: Wiñay Marka), а більшу частину — Lago Chucuito. У Перу цю меншу та більшу частини озера називають відповідно Lago Pequeño та Lago Grande.

## Міфи і легенди
Озеро Тітікака є священним центром андського світогляду, місцем, де, за віруваннями, народилися боги, світ та сама цивілізація інків. Численні міфи та легенди, що передавалися з покоління в покоління, пояснюють створення Всесвіту, походження назви озера та розповідають про приховані під його водами таємниці.

### Колиска світу: міф про Віракочу
Найважливіший міф пов'язаний із богом-творцем Віракочею. Згідно з ним, на початку часів світ перебував у темряві. Саме з глибин озера Тітікака Віракоча вийшов, щоб створити землю та небо. Спершу він створив расу кам'яних гігантів, щоб перевірити свої сили, але вони виявилися неслухняними та незграбними. Розгніваний, Віракоча знищив своїх перших творінь у великому потопі, відомому як Уну Пачакуті (Unu Pachakuti), який залишив землю пустою. Після цього він знову піднявся з вод озера, цього разу на Острові Сонця (Isla del Sol), де створив небесні світила: сонце (Інті), місяць (Мама Кілья) та зірки. Потім він створив людей із глини, вдихнувши в них життя, і навчив їх основ цивілізації, після чого вирушив у подорож, щоб поширити свої знання, перш ніж зникнути в океані.

### Походження Імперії Інків
Озеро Тітікака вважається колискою Імперії інків. Найпоширеніший міф розповідає про перших інків — Манко Капака та його сестру-дружину Маму Окльо. Їхній батько, бог сонця Інті, бачачи дикість людей на землі, послав своїх дітей із місією заснувати цивілізацію. Вони вийшли з пінистих вод озера Тітікака, тримаючи золотий жезл (тупак-яурі). Інті наказав їм іти світом і заснувати столицю там, де жезл легко увійде в землю. Після довгих мандрів вони дійшли до долини, де жезл без зусиль занурився в ґрунт. На цьому місці вони заснували місто Куско, що стало серцем могутньої Імперії інків.
Існує також альтернативна версія цього міфу — легенда про братів Айар. Згідно з нею, з печери Пакаріктамбо поблизу Куско вийшли чотири брати зі своїми дружинами. Після боротьби за владу та низки випробувань єдиним, хто дістався долини Куско, був Айар Манко, який і став відомий як Манко Капак.

### Легенда про назву «Тітікака»
Походження назви озера пояснює поетична легенда. Колись на місці озера була родюча долина, де люди жили щасливо під захистом гірських богів Апу. Єдиним правилом, встановленим богами, була заборона підніматися на найвищу гору, де палав священний вогонь. Проте злий дух, сповнений заздрощів, улесливими промовами переконав людей, що, підкоривши вершину, вони стануть рівними богам. Коли люди порушили заборону, розлючені Апу випустили зі своїх печер тисячі лютих пум, які розтерзали майже все населення. Бог сонця Інті, побачивши цю криваву бійню, гірко заплакав. Його сльози лилися сорок днів і сорок ночей, поки не затопили всю долину, утворивши озеро. Лише один чоловік та одна жінка врятувалися в очеретяному човні. Коли сонце знову засяяло, вони побачили, що пуми, які втопилися у водах потопу, перетворилися на камені. Це видовище дало озеру назву, що мовами кечуа та аймара означає «кам'яна пума» (titi — пума, kaka — камінь).

### Затонулі світи та втрачені скарби
Легенди про підводні міста та скарби століттями розпалювали уяву дослідників. Найвідоміша з них — про затонуле місто Ванаку (Wanaku). За переказами, це було багате місто, що пішло під воду через гріхи його мешканців. Ці міфи отримали несподіване підтвердження у 2000 році, коли міжнародна археологічна експедиція «Atahuallpa 2000» виявила на дні озера, на глибині близько 30 метрів, руїни стародавнього храму, дороги та терас, що передували інкам і належали цивілізації Тіуанако.
Інша популярна легенда розповідає про золотий ланцюг Уайни Капака (Huayna Capac). Цей масивний ланцюг, завдовжки понад 200 метрів, був настільки важким, що його ледве могли підняти сотні людей. Його використовували під час церемоніальних танців. Коли іспанські конкістадори захопили інку Атауальпа і почали вимагати викуп золотом, вірні піддані, щоб врятувати свої скарби від загарбників, кинули ланцюг у найглибшу частину озера Тітікака, де він, за легендою, лежить і донині.

### Інші повір'я
Серед місцевого населення також поширені історії про сирен, які живуть у глибинах озера. За повір'ями, ці істоти своїм чарівним співом заманюють рибалок та інших мандрівників, затягуючи їх на дно. Тому багато місцевих мешканців досі ставляться до озера не лише зі священним трепетом, а й з обережністю, особливо вночі.

## Транспорт
Пором сполучає 1435 мм залізничну колію Перу в місті Пуно з 1000 мм залізничною колією Болівії в місті Ґуакі (Guaqui).

## Острови

### Урос
Представники стародавньої, відомої ще з доінківських часів народності Уру, що мешкають на групі з приблизно 42 штучних островів, збудованих з очерету тотора, який росте на берегах озера, зробили озеро Тітікака знаменитим. Ці острови, а також очеретяні човни «бальса», що використовуються для плавання по озеру народностями Уру і Аймара стали головною туристичною принадою в Перу. Екскурсії на них доступні з розташованого на березі озера міста Пуно. Колись вони виконували захисну функцію, і в разі виникнення загрози острови могли змінювати місце розташування. На багатьох островах є оглядові вежі, збудовані, головним чином, також з очерету.

### Амантані

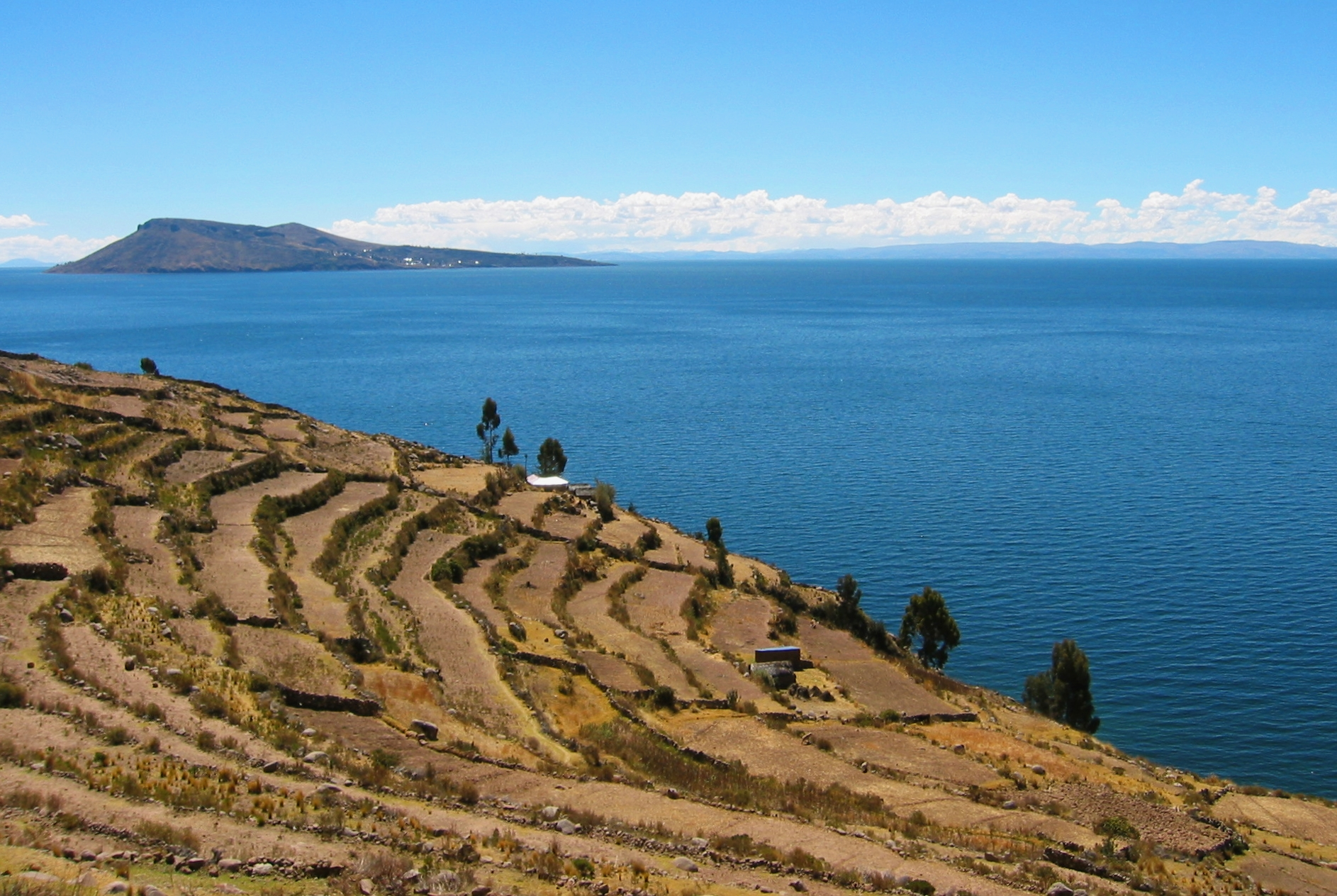
Тераси на острові Такіле, вдалині острів Амантані

Амантані — ще один маленький острів на озері Тітікака, населений індійцями племені кечуа. Приблизно 800 сімей живуть у шести поселеннях на приблизно круглому острові площею 9,28 км². На острові є дві гірські вершини: Пачатата (Батько Землі) і Пачамама (Мама Землі) висотою 4138 м над рівнем моря і відносною висотою 326 м, та стародавні руїни, розташовані на обох гірських піках. На схилах гір, які піднімаються з берегів озера, терасами вирощується пшениця, картопля та овочі. Більшість невеликих ділянок землі обробляються вручну. Довгі кам'яні огорожі розділяють поля між собою. Корови, вівці та альпаки пасуться на схилах острова.
На острові відсутні автомобілі та готелі. Декілька невеликих магазинів продають товари першої необхідності, є поліклініка та школа. Електроенергія вироблялась за допомогою генератора та постачалась обмежено протягом кількох годин щодня, але з підняттям цін на нафту жителі острова більше не користуються електроенергією. Більшість сімей використовують свічки або ліхтарики. На деяких будинках нещодавно були встановлені невеликі сонячні панелі. Острів є надзвичайно привабливим для туристів.
Деякі сім'ї на острові надають туристам житло та готують для них страви за домовленістю з екскурсоводами. Сім'ї, які надають житло, зобов'язані мати окрему кімнату, виділену для туристів, та мають відповідати певним вимогам туристичних операторів, які з ними співпрацюють. Жителі острова традиційно проводять нічні танцювальні шоу для туристів, під час яких їм пропонують одягнути традиційну одежу остров'ян та взяти безпосередню участь в танцях.

### Такіле (Таквіль)
Такіле — горбистий острів, розташований за 35 кілометрів на схід від Пуно. Вузький та видовжений, площею 5,72 км², він використовувався в період Іспанської колонізації та на початку 20 століття як в'язниця. У 1970 році він став власністю острів'ян, що мешкали на ньому. Таквільці зберегли свої традиції і культуру майже незмінними протягом багатьох віків і відомі на всі околиці своїми барвистими та високоякісними текстильними виробами. Нині на острові живе близько 3000 осіб. Пам'ятки доінкської епохи знайдено на терасах і схилах горбів. Найбільше місто на острові, яке також називається Таквіль, налічує текстильний кооперативний магазин та декілька невеликих ресторанів. Руїни до інкської епохи знаходяться на найвищій частині острова. Схили острова вкриті терасами, на яких вирощуються сільськогосподарські культури.

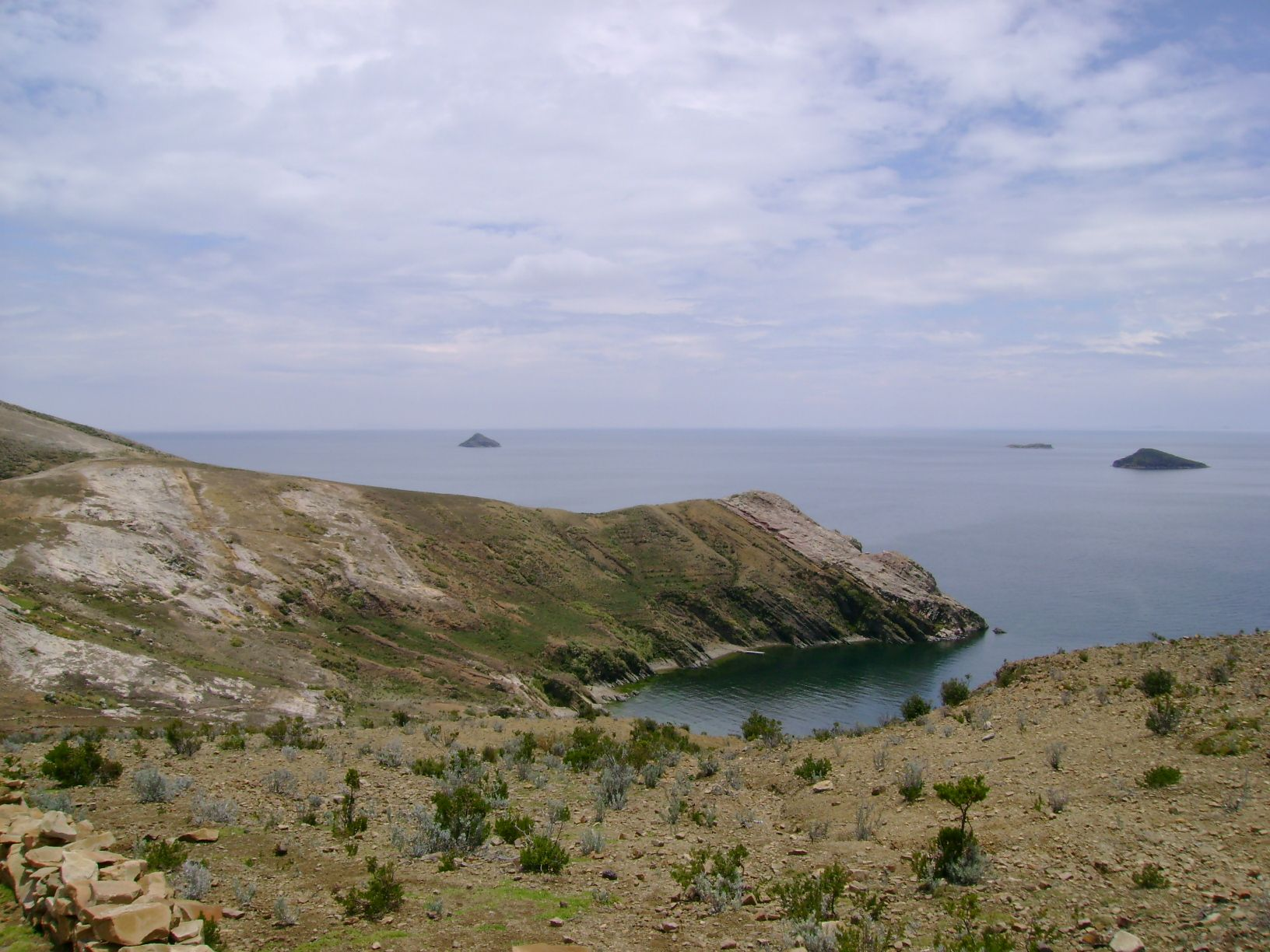
Поверхня острова горбиста.

### Ісла де Сол
Розташований на болівійській стороні озера з регулярним судноплавним сполученням до болівійського міста Кабакабана, Ісла де Сол («Острів сонця») є одним із найбільших островів озера, з площею 14,3 км². Географічно, територія вкрита пагорбами та скелями. На острові відсутні автомобілі та дороги з твердим покриттям. Сільське господарство, рибальство та туризм, який служить підмогою натуральним господарствам, є основним видом економічної діяльності для приблизно 800 сімей на острові.
На острові знаходиться понад 180 руїн. Більшість із них датується періодом правління інків приблизно в 15 столітті н. е. Багато схилів острова вкриті терасами, які адаптують круту та скелясту місцевість для ведення сільського господарства. Серед руїн на острові є Священний Рок (Sacred Rock), споруда у вигляді піраміди, названа Чікана (Chicana), Каса Пата (Kasa Pata) та Пілко Кайма (Pilco Kaima). У релігії інків вважалося, що тут народився бог сонця.
Під час 1987—1992 років Йохан Рейнхард провів підводне археологічне дослідження поблизу Острова Сонця, та виявив предмети жертвоприношення інків та тіуанако. Зараз ці предмети експонуються в музеї в містечку Чаллапампа (Challapampa).

### Сурікві
Сурікві розташований у болівійській частині озера Тітікака (на південному сході), площею 4,5 км².
Сурікві вважається єдиним місцем на Землі, де ще збереглось мистецтво будування очеретяних човнів «бальса», принаймні станом на 1998 рік. Майстри з острова помогли відомому мандрівникові Туру Хеєрдалу втілити в життя декілька його проєктів, зокрема побудувати човни з очерету Ра II та Тіґріс.

## Активний відпочинок
Озеро Тітікака є одним з найпопулярніших туристичних напрямків у Перу та Болівії. Більшість туристичних маршрутів починається з перуанського міста Пуно.

### Каякінг
Каякінг є популярним способом дослідження озера, що дозволяє дістатися до менш відвідуваних місць. Існують тури різної складності та тривалості, від коротких прогулянок до багатоденних експедицій. Деякі тури поєднують каякінг з відвідуванням плавучих островів Урос та острова Такіле. Тури зазвичай включають послуги гіда, необхідне спорядження та транспорт.

### Риболовля
Озеро Тітікака приваблює любителів риболовлі. Основними видами риб, що становлять інтерес для спортивної риболовлі, є пструг райдужний та місцеві види, такі як Orestias. Однак, інтродукція північноамериканського пструга негативно вплинула на місцеві популяції риб. Для туристів організовуються рибальські тури, які часто поєднуються з відвідуванням місцевих громад.

### Велосипедний туризм
Околиці озера Тітікака пропонують чудові можливості для велосипедних прогулянок. Існують маршрути різної складності, від легких поїздок уздовж берега до складних гірських маршрутів. Велосипедні тури дозволяють насолодитися краєвидами озера та відвідати традиційні села. Деякі компанії пропонують багатоденні тури, що поєднують велосипедний спорт з іншими видами активного відпочинку. Також доступні водні велосипеди для прогулянок по озеру.

### Пішохідний туризм (трекінг)
Трекінг є популярним заняттям на островах озера та в його околицях. Острови Ісла-дель-Соль (Острів Сонця) та Ісла-де-ла-Луна (Острів Місяця) на болівійській стороні озера пропонують маршрути з вражаючими краєвидами та стародавніми руїнами інків. На перуанській стороні популярні пішохідні маршрути на островах Такіле та Амантані. Також існують багатоденні трекінгові тури, що з'єднують озеро Тітікака з іншими пам'ятками, такими як Кордильєра-Реаль.\

## Екологічні проблеми
Останнім часом вода в озері Тітікака стала дуже забрудненою, позаяк використовується комунальними господарствами великих міст Болівії та Перу, які розміщені на його берегах. В озері немає спеціальних очисних споруд. Щороку близько 12 млн кубічних метрів каналізаційних стоків йде в озеро. Найнезахищенішою є затока міста Пуно, де вода навіть покрита ряскою.

## Цікаві факти
- Військово-морські сили Болівії використовують озеро для проведення військово-морських навчань, підтримуючи, таким чином, чинний військово-морський флот, не зважаючи на те, що Болівія не має виходу до моря.
- Напівсолоне озеро Маракайбо у Венесуелі площею 13 000 квадратних кілометрів — єдина більша за Тітікаку водойма у Південній Америці.
- Озеро Тітікака було визначене як Рамсарська зона (8000 км²) Рамсарською конвенцією 26 серпня 1998 року.
- 1801 Тітікака — астероїд, названий на честь озера[36].